# Георгіос Пілідіс
Георгіос Пілідіс (грец. Γεώργιος Πηλίδης; нар. 21 січня 2000) — грецький борець вільного стилю, учасник Олімпійських ігор.

## Життєпис
Почав займатися боротьбою у п'ять років в Аспропіргосі, Греція. У боротьбу Георгіоса привів його дід, який почав займатися боротьбою ще в Радянському Союзі і передав захоплення боротьбою своєму синові. Потім старший брат молодшому, і нарешті це дійшло до онука. Той почав тренуватись, брати участь в турнірах і перші перемоги прийшли одразу. У 2015 році він став бронзовим призером чемпіонату Європи серед кадетів і срібним призером чемпіонату світу серед кадетів. Наступного року став чемпіоном Європи серед кадетів і здобув другу срібну медаль чемпіонату світу серед кадетів. Ще через рік удруге став чемпіоном Європи серед кадетів, а на чемпіонаті світу виборов бронзову нагороду. У 2018 здобув бронзову медаль Чемпіонату Європи з боротьби серед молоді, а наступного року — срібну медаль цих же змагань. У 2020 дебютував на дорослому чемпіонаті Європи, де увійшов до п'ятірки найкращих. У травні 2021 року став другим на Олімпійському кваліфікаційному турнірі, що відбувся в Софії, що дозволило йому вибороти ліцензію на участь в літніх Олімпійських іграх 2020 року в Токіо. На Олімпіаді поступився у першому ж поєдинку Магомедмураду Гаджієву, що представляв Польщу (0:11) і вибув з турніру. У 2021 став чемпіоном світу серед молоді.

## Спортивні результати на міжнародних змаганнях

### Виступи на Олімпіадах
| Змагання                    | Збірна | Вагова категорія          | Місце |
| --------------------------- | ------ | ------------------------- | ----- |
| Літні Олімпійські ігри 2020 | Греція | вільна боротьба, до 65 кг | 15    |

### Виступи на Чемпіонатах Європи
| Змагання                         | Збірна | Вагова категорія          | Місце |
| -------------------------------- | ------ | ------------------------- | ----- |
| Чемпіонат Європи з боротьби 2020 | Греція | вільна боротьба, до 61 кг | 5     |
| Чемпіонат Європи з боротьби 2023 | Греція | вільна боротьба, до 65 кг | 16    |

### Виступи на Кубках світу
| Змагання                    | Збірна | Вагова категорія          | Місце |
| --------------------------- | ------ | ------------------------- | ----- |
| Кубок світу з боротьби 2020 | Греція | вільна боротьба, до 61 кг | 20    |

### Виступи на інших змаганнях
| Змагання                                                       | Збірна | Вагова категорія          | Місце  |
| -------------------------------------------------------------- | ------ | ------------------------- | ------ |
| Відкритий чемпіонат Польщі з боротьби 2018                     | Греція | вільна боротьба, до 57 кг | Бронза |
| Меморіал Вацлава Циолковського 2020                            | Греція | вільна боротьба, до 61 кг | Бронза |
| Олімпійський кваліфікаційний турнір з боротьби 2021 (Будапешт) | Греція | вільна боротьба, до 65 кг | 8      |
| Олімпійський кваліфікаційний турнір з боротьби 2021 (Софія)    | Греція | вільна боротьба, до 65 кг | Срібло |

### Виступи на змаганнях молодших вікових груп
| Змагання                                            | Збірна | Вагова категорія          | Місце  |
| --------------------------------------------------- | ------ | ------------------------- | ------ |
| Чемпіонат Європи з боротьби серед кадетів 2015      | Греція | вільна боротьба, до 46 кг | Бронза |
| Чемпіонат світу з боротьби серед кадетів 2015       | Греція | вільна боротьба, до 46 кг | Срібло |
| Балканський чемпіонат з боротьби серед кадетів 2015 | Греція | вільна боротьба, до 50 кг | Бронза |
| Чемпіонат Європи з боротьби серед кадетів 2016      | Греція | вільна боротьба, до 54 кг | Золото |
| Чемпіонат світу з боротьби серед кадетів 2016       | Греція | вільна боротьба, до 54 кг | Срібло |
| Чемпіонат Європи з боротьби серед кадетів 2017      | Греція | вільна боротьба, до 58 кг | Золото |
| Чемпіонат світу з боротьби серед кадетів 2017       | Греція | вільна боротьба, до 58 кг | Бронза |
| Чемпіонат Європи з боротьби серед юніорів 2019      | Греція | вільна боротьба, до 61 кг | 7      |
| Чемпіонат Європи з боротьби серед молоді 2018       | Греція | вільна боротьба, до 57 кг | Бронза |
| Чемпіонат світу з боротьби серед молоді 2018        | Греція | вільна боротьба, до 61 кг | 7      |
| Чемпіонат Європи з боротьби серед молоді 2019       | Греція | вільна боротьба, до 61 кг | Срібло |
| Чемпіонат світу з боротьби серед молоді 2021        | Греція | вільна боротьба, до 65 кг | Золото |